# Serapia
Serapia, Serapiona – imię pochodzenia egipskiego, oznaczające "słońce". Wśród patronek – św. Serapia, męczennica w Rzymie.
Serapia imieniny obchodzi 29 lipca i 3 września.
Męski odpowiednik: Serapion